# Road
Albums de Alice Cooper
Detroit Stories
(2021)
Singles
1. Welcome to the Show
Sortie : 9 août 2023
2. I'm Alice (promo)
Sortie : 2023
3. White Line Frankenstein
Sortie : 2023 (promo)

Road est le vingt et deuxième album solo de l'artiste américain, Alice Cooper. Il est sorti le 25 août 2023 sur le label earMusic et est produit Bob Ezrin. Il a été enregistré avec les musiciens qui composent le groupe de tournée d'Alice Cooper plus quelques invités tel que Tom Morello, Roger Glover ou Kane Roberts.
S'il n'atteint que la 160e place du Billboard 200 américain, il se classe bien mieux en Europe (# 2 en Allemagne et Écosse, # 8 au Royaume-Uni).

## Liste des titres
| No  | Titre                                      | Auteur                                                                        | Durée |
| --- | ------------------------------------------ | ----------------------------------------------------------------------------- | ----- |
| 1.  | I'm Alice                                  | Alice Cooper, Bob Ezrin, Kee Marcello, Ryan Roxie, Anders Fästander           | 3:55  |
| 2.  | Welcome to the Show                        | Cooper, Ezrin, Roxie, Chuck Garric, Glen Sobel, Nita Strauss, Tommy Henriksen | 3:36  |
| 3.  | All Over the World                         | Cooper, Ezrin, Garric, Roxie, Sobel, Strauss, Hendricksen                     | 3:52  |
| 4.  | Dead Don't Dance (avec Kane Roberts)       | Cooper, Ezrin, Kane Roberts, Evan Magness                                     | 3:30  |
| 5.  | Go Away                                    | Cooper, Ezrin, Keith Nelson                                                   | 4:20  |
| 6.  | White Line Frankenstein (avec Tom Morello) | Cooper, Ezrin, Tom Morello                                                    | 3:40  |
| 7.  | Big Boots                                  | Cooper, Ezrin, Garric, Roxie, Sobel, Strauss, Hendricksen                     | 3:40  |
| 8.  | Rules On the Road                          | Cooper, Ezrin, Wayne Kramer                                                   | 3:48  |
| 9.  | The Big Goodbye                            | Cooper, Ezrin, Garric, Roxie, Sobel, Strauss, Hendricksen                     | 3:32  |
| 10. | Road Rats Forever                          | Cooper, Dick Wagner                                                           | 4:04  |
| 11. | Baby, Please Don't Go                      | Cooper, Ezrin, Nelson                                                         | 3:29  |
| 12. | 100 More Miles                             | Cooper, Ezrin, Garric, Jim Bacchi                                             | 3:04  |
| 13. | Magic Bus                                  | Pete Townshend                                                                | 3:39  |

## Musiciens
Alice Cooper Group
- Alice Cooper: chant, chœurs
- Ryan Roxie: guitare électrique et acoustique, chœurs
- Nita Strauss: guitare électrique et acoustique, chœurs
- Tommy Henriksen: guitare électrique et acoustique, claviers, basse, percussion, chœurs
- Chuck Garric: basse, chœurs
- Glen Sobel: batterie, percussions

Invités
- Bob Ezrin: guitare acoustique sur "Baby, Please Don't Go", Horn Synth sur "100 More Miles", chœurs
- Kane Roberts: guitare sur "Dead Don't Dance"
- Tom Morello: guitare et chœurs sur "White Line Frankenstein"
- Roger Glover: basse sur "Baby, Please Don't Go"
- Burgleigh Johnson: piano sur "Road Rats Forever"
- Keith Miller; guitare acoustique sur "Baby, Please Don't Go"
- Sheryl Cooper: chœurs sur "Rules of the Road"

## Charts
| Pays                                  | Durée du classement | Meilleur classement | Date               |
| ------------------------------------- | ------------------- | ------------------- | ------------------ |
| Allemagne (GfK Entertainment)         | 5 semaines          | 2e                  | 1er septembre 2023 |
| Australie (ARIA Charts)               | 1 semaine           | 19e                 | 10 septembre 2025  |
| Autriche (Ö3 Austria Top 40)          | 2 semaines          | 3e                  | 5 septembre 2025   |
| Belgique (V) (Ultratop)               | 3 semaines          | 28e                 | 2 septembre 2023   |
| Belgique (W) (Ultratop)               | 3 semaines          | 17e                 | 2 septembre 2023   |
| Écosse (Scottish Album Chart)         | 6 semaines          | 2e                  | 1er septembre 2023 |
| Espagne (Promusicae )                 | 1 semaine           | 43e                 | 3 septembre 2023   |
| États-Unis (Billboard 200)            | 1 semaine           | 160e                | 9 septembre 2023   |
| États-Unis (Top Hard Rock Albums)     | 1 semaine           | 7e                  | 9 septembre 2023   |
| Finlande (Suomen virallinen lista)    | 1 semaine           | 17e                 | 1er septembre 2023 |
| France (SNEP)                         | 3 semaines          | 16e                 | 26 août 2023       |
| Norvège (VG-lista)                    | 1 semaines          | 39e                 | 1er septembre 2023 |
| Pays-Bas (MegaCharts)                 | 1 semaine           | 49e                 | 2 septembre 2023   |
| Royaume-Uni (UK Albums Chart)         | 1 semaine           | 8e                  | 1er septembre 2023 |
| Royaume-Uni (UK Rock and Metal Chart) | 13 semaines         | 1er                 | 1er septembre 2023 |
| Suède (Sverigetopplistan)             | 1 semaines          | 24e                 | 1er septembre 2023 |
| Suisse (Schweizer Hitparade)          | 3 semaines          | 6e                  | 3 septembre 2023   |